# Neureclipsis napaea
Neureclipsis napaea är en nattsländeart som beskrevs av Arturs Neboiss 1986. Neureclipsis napaea ingår i släktet Neureclipsis och familjen fångstnätnattsländor. Inga underarter finns listade i Catalogue of Life.